# Isehara
Isehara (伊勢原市 -shi) é uma cidade japonesa localizada na província de Kanagawa.
Em 2003 a cidade tinha uma população estimada em 100 205 habitantes e uma densidade populacional de 1 804,85 h/km². Tem uma área total de 55,52 km².
Recebeu o estatuto de cidade a 1 de Março de 1971.
Universidade de Tokai, Campus de Isehara.